# کیو یامادا
کیو یامادا (ژاپنی: 山田 葵士؛ زادهٔ ۲۲ ژانویهٔ ۲۰۰۰) یک بازیکن فوتبال اهل ژاپن است.
از باشگاه‌هایی که در آن بازی کرده‌است می‌توان به باشگاه ورزشی یوکوهاما اشاره کرد.